# Southwest Harbor (Maine)
Southwest Harbor es un pueblo ubicado en el condado de Hancock en el estado estadounidense de Maine. En el Censo de 2010 tenía una población de 1.764 habitantes y una densidad poblacional de 30,02 personas por km².

## Geografía
Southwest Harbor se encuentra ubicado en las coordenadas 44°15′27″N 68°18′46″O / 44.25750, -68.31278. Según la Oficina del Censo de los Estados Unidos, Southwest Harbor tiene una superficie total de 58.76 km², de la cual 35 km² corresponden a tierra firme y (40.45%) 23.77 km² es agua.

## Demografía
Según el censo de 2010, había 1.764 personas residiendo en Southwest Harbor. La densidad de población era de 30,02 hab./km². De los 1.764 habitantes, Southwest Harbor estaba compuesto por el 97.34% blancos, el 0.17% eran afroamericanos, el 0.45% eran amerindios, el 0.28% eran asiáticos, el 0% eran isleños del Pacífico, el 0.34% eran de otras razas y el 1.42% pertenecían a dos o más razas. Del total de la población el 0.96% eran hispanos o latinos de cualquier raza.